# Freekeh
Freekeh (wordt uitgesproken als: friekè) is een graanproduct gemaakt van geroosterde groene tarwe. Het vindt zijn oorsprong in het Midden-Oosten.
De tarwe wordt geoogst wanneer de korrel nog groen en zacht is. De geoogste aren worden op een hoop gegooid en gedroogd in de zon. Vervolgens wordt de stapel voorzichtig in brand gestoken, zodanig dat alleen het stro en het kaf van de tarwe ontvlammen. De zaden bevatten veel vocht, waardoor ze niet verbranden, maar alleen door de hitte worden geroosterd. Als laatste stap wordt de geroosterde tarwe gebroken tot kleinere delen, vergelijkbaar met bulgur.